# Nuncjatura Apostolska w Burundi
Nuncjatura Apostolska w Burundi – misja dyplomatyczna Stolicy Apostolskiej w Republice Burundi. Siedziba nuncjusza apostolskiego mieści się w Bużumburze.

## Historia
W 1963 papież św. Jan XXIII utworzył Nuncjaturę Apostolską w Burundi. Pierwszy nuncjusz został mianowany 11 lutego 1963.